# Calamus baratangensis
Calamus baratangensis är en enhjärtbladig växtart som beskrevs av Renuka och Vijayak. Calamus baratangensis ingår i släktet Calamus och familjen Arecaceae. Inga underarter finns listade i Catalogue of Life.